# Regencia de Merauke
La regencia de Merauke es una regencia situada en el extremo sur de la provincia indonesia de Papúa Meridional. Tiene una superficie de 46.791,63 km² y una población de 195.716 habitantes en el censo de 2010 y de 230.932 en el de 2020; la estimación oficial a mediados de 2021 era de 231.696 habitantes, de los que 121.078 eran hombres y 110.618 mujeres. El centro administrativo es la ciudad de Merauke; desde 2013 se proyectó convertirla en una ciudad independiente (kota) separada de la regencia de Merauke, pero la alteración se ha aplazado. También es la capital provincial de Papúa Meridional desde 2022. 

## Historia
La regencia abarcaba antiguamente una zona mucho más amplia del sur de Papúa, pero gran parte de la zona se dividió el 12 de noviembre de 2002 para formar las nuevas regencias de Asmat, Mappi y Boven Digoel. Estas regencias se han reagrupado en 2022 para formar la nueva provincia de Papúa Meridional.

## Distritos administrativos
La regencia de Merauke comprende veinte distritos (distrik), que se enumeran a continuación con sus áreas y poblaciones en el censo de 2010 y el censo de 2020, junto con las estimaciones oficiales a mediados de 2021. La tabla también incluye la ubicación de los centros administrativos de distrito, el número de aldeas administrativas en cada distrito (rural desa y urbano kelurahan) y su código postal.
| Distritos          | Área en km2 | Pobl. cen. 2010 | Pobl. cen. 2020 | Población estim. 2021 | Centro administrativo | No de pueblos | Cod. post    |
| ------------------ | ----------- | --------------- | --------------- | --------------------- | --------------------- | ------------- | ------------ |
| Kimaam             | 4,630.30    | 5,605           | 6,024           | 6,044                 | Kimaam                | 14            | 99641        |
| Waan               | 2,868.06    | 4,364           | 3,413           | 3,424                 | Waan                  | 11            | 99643        |
| Tabonji            | 5,416.84    | 4,941           | 3,838           | 3,851                 | Tabonji               | 9             | 99642        |
| Ilwayab            | 1,999.08    | 4,941           | 3,856           | 3,869                 | Wanam                 | 6             | 99640        |
| Okaba              | 1,560.50    | 4,752           | 4,132           | 4,146                 | Okaba                 | 9             | 99638        |
| Tubang             | 2,781.18    | 2,169           | 2,679           | 2,688                 | Yowied                | 6             | 99639        |
| Ngguti             | 3,554.62    | 1,817           | 3,618           | 3,630                 | Po Epe                | 6             | 99637        |
| Kaptel             | 2,384.05    | 1,681           | 1,796           | 1,802                 | Kaptel                | 5             | 99636        |
| Kurik              | 977.05      | 13,162          | 16,235          | 16,289                | Harapan Makmur        | 13            | 99646        |
| Malind             | 1,465.60    | 8,753           | 10,503          | 10,538                | Kaiburse              | 7             | 99647        |
| Animha             | 490.60      | 1,881           | 2,317           | 2,325                 | Wayau                 | 5             | 99644        |
| Merauke (distrito) | 1,445.63    | 87,634          | 102,351         | 102,689               | Merauke (town)        | 16            | 99604 -99619 |
| Semangga           | 905.86      | 12,816          | 15,811          | 15,863                | Muram Sari            | 10            | 99631        |
| Tanah Miring       | 326.95      | 16,781          | 19,968          | 20,034                | Hidup Baru            | 14            | 99632        |
| Jagebob            | 1,516.67    | 6,943           | 8,001           | 8,027                 | Kartini               | 14            | 99645        |
| Sota               | 1,364.96    | 2,831           | 3,461           | 3,472                 | Sota                  | 5             | 99648        |
| Naukenjerai        | 2,843.21    | 1,830           | 2,500           | 2,508                 | Onggaya               | 5             | 99621        |
| Muting             | 3,501.67    | 5,036           | 6,068           | 6,088                 | Muting                | 12            | 99634        |
| Eligobel           | 1,666.23    | 3,748           | 5,106           | 5,123                 | Bupul                 | 12            | 99633        |
| Ulilin             | 5,092.57    | 4,042           | 9,255           | 9,286                 | Kumaaf                | 11            | 99635        |
| Totales            | 46,791.63   | 195,716         | 230,932         | 231,696               | Merauke               | 190           |              |

## Bosques
Gran parte de la superficie de la regencia de Merauke está cubierta de bosques.
El MIFEE (Merauke Integrated Food and Energy Estate) es un proyecto para utilizar una gran superficie para la industria y también para la agricultura de aceite de palma y cultivos alimentarios, incluido el acaparamiento de tierras. El MIFEE cuenta con el apoyo del gobierno nacional. Hay mucha oposición indígena al proyecto MIFEE. Está previsto que el proyecto MIFEE abarque una superficie de 1,2 millones de hectáreas, es decir, una cuarta parte de Merauke. El proyecto amenaza zonas de conservación, como bosques vírgenes y zonas de captación de agua, así como el hábitat de los pueblos indígenas de Papúa. Se produjeron importantes incendios forestales.
En mayo de 2011, el Gobierno indonesio asignó alrededor de dos millones de hectáreas en la regencia a 36 empresas nacionales e internacionales para la explotación de palma aceitera, madera y caña de azúcar.